# 樺太セメント工業石灰山軌道
樺太セメント工業石灰山軌道（からふとせめんとこうぎょうせっかいやまきどう）とは、かつて樺太南部の、樺太敷香郡敷香町にあった鉄道省樺太東線古屯駅から西山駅の間を結んでいた専用鉄道である。

## 路線データ
- 路線距離：古屯駅 - 雁門駅 - 西山駅
- 軌間：600 mm（ソ連編入後に750 mm、1,067 mmに改軌）
- 電化区間：なし（全線非電化）

## 沿革

### 日本時代
- 1943年（昭和18年）：古屯駅 - 雁門駅 - 西山駅間が開業。
- 1944年（昭和19年）8月15日：樺太東線気屯駅 - 古屯駅間開業に伴い他路線と接続。
- 1945年（昭和20年）
  - 8月8日日本時間 23:00：ソ連対日宣戦布告。
  - 8月9日日本時間 0:00：極東ソ連軍が日本との国境を超えて各地で侵攻を開始（ソ連対日参戦）。
  - 8月25日：ソ連軍が樺太全島を占領。当軌道線は駅も含め全線がソ連軍に接収。以降、軌間も750 mmに改軌[1]。

### ソ連編入後
- 1946年4月1日：ソ連国鉄に編入。
- 1947年：レスナヤ駅（旧・雁門駅） - ムイカ駅（日本時代から雁門岩駅として計画されていた）間が開通。
- 1961年：ムイカ駅がペルヴォマイスコエ駅に改称。
- 1993年：軌間を1,067mmに改軌。
- 2016年：廃線。

## 駅一覧
- 本線

| 駅名   | 営業キロ | 接続路線          | 所在地 | 所在地 | 所在地 |
| ------ | -------- | ----------------- | ------ | ------ | ------ |
| 古屯駅 | 0.0      | 鉄道省 : 樺太東線 | 樺太   | 敷香郡 | 敷香町 |
| 雁門駅 |          |                   | 樺太   | 敷香郡 | 敷香町 |
| 西山駅 |          |                   | 樺太   | 敷香郡 | 敷香町 |

- 支線（開通はソ連編入後）

| 駅名     | 営業キロ | 接続路線 | 所在地 | 所在地 | 所在地 |
| -------- | -------- | -------- | ------ | ------ | ------ |
| 雁門駅   | 0.0      |          | 樺太   | 敷香郡 | 敷香町 |
| 雁門岩駅 |          |          | 樺太   | 敷香郡 | 敷香町 |